# Reizen en zingen
Reizen en zingen (met Bassie en Adriaan) is een cd van het Nederlandse artiestenduo Bassie en Adriaan. De cd werd uitgebracht onder het label Bridge Music in 2001.

## Liedjes
1. In Griekenland (Aad van Toor/Aad Klaris)
2. Griekse Les (Aad van Toor/Bert Smorenburg)
3. Duitse Les (Aad van Toor/Bert Smorenburg)
4. Caraïbisch Carnaval (Aad van Toor/Bert Smorenburg)
5. In De Lente (Aad van Toor/Aad Klaris)
6. De Spaanse Zon (Aad van Toor/Aad Klaris)
7. Spaanse Les (Aad van Toor/Aad Klaris/Bert Smorenburg)
8. Truckerslied (Aad van Toor/Aad Klaris)
9. Sint Maarten (Aad van Toor/Aad Klaris)
10. Franse Les (Aad van Toor/Aad Klaris)
11. Het Orkest (Aad van Toor/Aad Klaris)
12. Had Ik Nou Maar Ja/Nee Gezegd (Aad van Toor/Aad Klaris)
13. Engelse Les (Aad van Toor/Aad Klaris)
14. Op De Kermis (Aad van Toor/Aad Klaris)